# Дванадцятеро мисливців
Дванадцятеро мисливців (нім. Die zwölf Jäger) — казка зі збірки братів Грімм «Дитячі та сімейні казки» (1812). Опублікована під номером 67. Згідно з класифікацією казкових сюжетів Аарне-Томпсона має номер 884: «Забута наречена». 

## Сюжет
В одному королівстві жив королевич, у якого була наречена, яку він дуже любив. Одного разу, коли юнак весело проводив час зі своєю коханою, прийшла звістка, що його батько, король, тяжко хворий і хоче попрощатися з ним перед смертю. Королевич пообіцяв, що повернеться за своєю нареченою, коли стане королем, і залишив їй перстень на пам'ять.
Прибувши до свого батька, королевич зобов’язався виконати останню волю короля, який хотів, щоб його син одружився з обраною ним королівною. Незважаючи на те, що королевич дуже засмутився, він погодився виконати обіцянку. Після смерті батька королевич змушений був дотримати слова і послав гінців запросити королівну до двору.
Перша наречена королевича дуже засмутилася від такої невірності і попросила свого батька виконати її бажання: вона хотіла мати одинадцять дівчат, які були б схожі на неї. Батько виконав її бажання, і дівчат привели до неї. Принцеса та її супутниці переодягнулися в однакові мисливські костюми і пішли до королівського двору.
Королівна, переодягнена мисливцем, запитала, чи потрібні королю нові мисливці і чи може він найняти всіх дванадцятьох. Хоча король не впізнав її, він взяв їх на службу.
При королівському дворі жив лев із надприродними здібностями, який знав усі таємниці і секрети. Лев виявив, що мисливцями насправді були дванадцять дівчат, і порадив королю розсипати горох у залі. Чоловіки підуть по гороху впевнено, а дівчата ступатимуть обережно, а горошини покотяться.
Слуга, який бажав дівчатам добра, попередив їх про плани короля, тому королівна та її супутниці йшли по гороху впевненим кроком. Лев порадив ще раз перевірити — цього разу встановити в передпокою дванадцять веретен. Королівні та її супутницям вдалося пройти, не звернувши на них уваги, як і належиться чоловікам.
Під час полювання прийшла звістка про прибуття нової королівни. Перша наречена короля, побачивши це, зомліла. Король, побачивши її стан, зняв мисливську рукавичку і побачив перстень, який він їй раніше подарував. Пізнавши свою кохану, король повернув її до тями, і вони пообіцяли вічно любити один одного.
Король скасував плани з новою нареченою і одружився зі своїм справжнім коханням. Лев, який завжди говорив правду, знову здобув прихильність короля.